# Armida al campo d'Egitto
Armida al campo d'Egitto (traduïda com Armida al campo d'Egipte, opus 699) és una òpera en tres actes del compositor Antonio Vivaldi, amb llibret en italià de Giovanni Palazzo. Es va estrenar durant la temporada de carnaval de l'any 1718 al Teatre San Moisè de Venècia.

## Història
La versió de Vivaldi difereix de les més de 50 òperes el tema de les quals deriva d'una manera o altra de la història de Rinaldo i Armida, personatges del poema èpic de Torquato Tasso Jerusalem alliberada. A diferència de la majoria d'obres, centrades en la relació amorosa entre Rinaldo i Armida, la de Vivaldi comença durant els esdeveniments previs a la guerra contra els croats. Armida va tornar a escenificar-se la temporada de carnaval de l'any 1738, amb gran part de la música reescrita, i amb àries afegides per Leonardo Leo. L'acte II de la versió original de l'òpera actualment està perduda.

## Enregistraments
Gravació completa amb una versió restaurada de l'acte II:
- Armida al campo d'Egitto (Concerto Italiano; Rinaldo Alessandrini, director). Segell: Naïve OP30492. (2010)

L'obertura apareix a:
- Vivaldi: Opera Overtures (I Solisti Veneti; Claudio Scimone, director). Segell: Apex 2564605372.

Dues àries de l'obra, Invan la mia pietà tenta l'ingrato i Chi alla colpa fà tragitto, apareixen a:
- Vivaldi: Arie Per Basso (Lorenzo Regazzo, baix; Concerto Italiano; Rinaldo Alessandrini, director). Segell: Naive 30415.